# 藤田町
藤田町（ふじたまち）は福島県伊達郡にあった町。現在の国見町中心部にあたる。本項では町制前の名称である藤田村（ふじたむら）についても述べる。

## 地理
- 山：厚樫山

## 歴史
- 1889年（明治22年）4月1日 - 町村制の施行により、藤田村、山崎村、石母田村の区域をもって藤田村が発足。
- 1911年（大正4年）11月10日 - 藤田村が町制施行して藤田町となる。
- 1954年（昭和29年）3月31日 - 小坂村・大木戸村・森江野村・大枝村と合併し、国見町が発足。同日藤田町廃止。
- 2011年（平成23年）3月11日 - 東北地方太平洋沖地震（東日本大震災）が発生。国見町藤田で震度6強を観測[1]。
- 2021年（令和3年）2月13日 - 福島県沖地震が発生。国見町藤田では、10年前の大震災と同様に震度6強を観測した[2]。
- 2022年（令和4年）3月16日 - 福島県沖地震が発生。国見町藤田では、前年2月の地震に続き（2年連続で）震度6強を観測[3]。この地震により、藤田地区では激震で空き家（木造2階建て）が崩壊し[4][5][6]、瓦は崩れて散乱、屋根はなだれるように傾倒しワゴン車が下敷きになった[7][8]。

## 交通

### 鉄道路線
- 日本国有鉄道
  - 東北本線
    - 藤田駅

現在は旧村域を東北新幹線が通過するが、当時は未開業。

### 道路
- 国道4号（奥州街道）

現在は旧村域に東北自動車道が通過するが、当時は未開通。